# 詹姆斯·巴里
詹姆斯·米兰达·斯图尔特·巴里（James Miranda Steuart Barry，约1789年—1865年7月25日）是一名英國陸軍的的军事外科医生，出生于爱尔兰科克。巴里从爱丁堡大学医学院获得医学学位，曾在南非開普敦和大英帝国的许多地方服役。在退休之前，巴里的职位是负责军队医院的监察长（相当于准将），这是英国陆军中第二高的医疗职位等级。巴里不仅改善了受伤士兵的条件，也改善了当地居民的条件，还在非洲进行了第一次剖宫产手术，手术中母亲和孩子都活了下来。
尽管巴里成年后作为一个男性来生活，但出生时名为玛格丽特·安·布克利（Margaret Ann Bulkley），童年时一直是女性。巴里在公共和私人生活中都是一个男人，至少部分原因是为了成为一名大学生并从事外科医生的职业，巴里的出生性别在死后才被公众和军人同事所知。

## 早年生活
在对巴里早年生活的详细研究中，Michael Du Preez认为巴里1789年出生于爱尔兰科克，出生日期是根据Bulkley夫人在1805年1月14日的一封信中对她15岁的孩子描述推测的。其他各种来源的出生日期分别为1792年，1795年和1799年，但这些日期几乎肯定是巴里后来在官方文件中用来谎报年龄，来帮助自己假扮男人。
巴里是耶利米（Jeremiah）和玛丽-安·布克利（Mary-Ann Bulkley）的第二个孩子，出生后名为玛格丽特·安妮（Margaret Anne）。玛丽-安·布克利是著名的爱尔兰艺术家，也是伦敦皇家艺术学院的绘画教授詹姆斯·巴里的姐妹。耶利米·布克利在科克商船码头经营秤量房。然而，反天主教的情绪导致他被解雇。财务管理不善导致他因债务而进过监狱，玛丽-安和巴里也没有得到他的支持。第三个孩子出生并被命名为Juliana。尽管她被描述为巴里的妹妹，但也很可能是巴里因为童年性侵犯而生下的女儿，因为在处理巴里遗体的并发现巴里性别的女仆说巴里身上存在怀孕妊娠纹。
十几岁的巴里在接受教育时希望成为一名家庭教師，但由于缺乏工作经验，巴里似乎很难找到任何合适的职位。巴里、玛丽-安·布克利和已故詹姆斯·巴里的一些有影响力、思想开明的朋友（弗朗西斯科·德·米蘭達将军，后来成为巴里私人导师的Edward Fryer医生和家庭律师Daniel Reardon）共同策划让十几岁的巴里进入医学院。玛丽-安和巴里选中了爱丁堡大学，1809年11月30日乘船去利斯。因此，玛格丽特·安妮·布克利成为了已故爱尔兰浪漫主义画家詹姆斯·巴里的侄子詹姆斯·巴里，并在接下来的56年里一直使用这个名字。巴里在12月14日寄给Daniel Readon的一封信中，要求把寄给玛格丽特·布克利的信转寄给玛丽-安·布克利（巴里现在称之为“我的姑姑”），并提到“……对我姑姑来说，让一位先生在去一个陌生国家的船上来照顾她是非常有用的[原文如此]。”，…尽管这封信上署名“詹姆斯·巴里”，律师却不加区别地在信封背面写着“12月14日，布克利小姐”；这一关键性的证据使研究人员最终确认玛格丽特·布克利和詹姆斯·巴里是同一个人。
巴里于1809年11月抵达爱丁堡，作为一名“文学和医学学生”开始在医学院学习。巴里身材矮小，声音细腻，容貌娇嫩，皮肤光滑，许多人怀疑巴里是一个未过青春期的小男孩，大学理事会最初试图阻止巴里申请期末考试，因为巴里显得太过年轻。然而，Fryer医生和巴里舅舅的朋友Buchan伯爵劝说理事会让步，巴里在1812年获得了医学士学位。巴里随后搬回伦敦，报名参加了1812/1813秋季课程，成为蓋伊醫院和聖托馬斯醫院的学生，其老师包括Henry Cline和著名外科医生Astley Cooper。1813年7月2日，巴里成功通过了英国皇家外科医学院的考试。

## 职业生涯

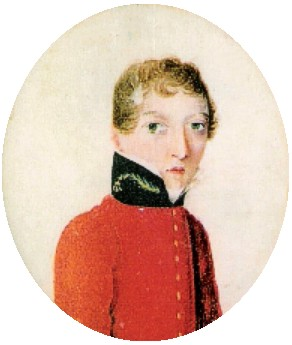
詹姆斯·巴里的肖像，大约画于1813年-1816年

加入军队后，巴里于1813年7月6日被委任为英国陆军的一名医院助理，在切尔西和普利茅斯的皇家军事医院担任职务，1815年12月7日晋升为部队助理外科医生，相当于中尉。
在这次军事训练之后，巴里于1816年被派往南非開普敦。通过Buchan勋爵巴里获得一封给開普殖民地总督中将Charles Henry Somerset勋爵的介绍信。在成功治疗Charles勋爵生病的女儿后，巴里受到了他们一家的欢迎，与总督保持着密切的友谊，并成为他的私人医生。1822年，Somerset任命巴里为殖民地医疗检查员，巴里的低军衔给他带来了巨大的责任。在开普敦工作的十多年，巴里实现了医疗的重大变革，其中包括改善卫生和供水系统，改善奴隶，囚犯和精神病患者的条件，以及为麻风病人提供庇护所。巴里还进行了已知的第一次成功的剖宫产手术，其中母亲和孩子都存活下来；这个孩子因为巴里的缘故而被命名为詹姆斯·巴里·穆尼克，这个名字传遍家族，后来的南非总理詹姆斯·巴里·穆尼克·赫尔佐格也因此得名。巴里还因为批评地方官员和他们处理医疗事务的方式而多了许多敌人，但与总督关系密切的优势意味着这些直言不讳的观点的影响通常会被平息。
巴里于1827年11月22日晋升为军队外科医生。巴里随后在1828年被派往毛里求斯。1829年，巴里冒着巨大的风险擅离职守回到英国，治疗生病的Somerset，一直呆在那里直到1831年Somerset去世。巴里随后被派往牙买加，然后在1836年来到圣赫勒拿。在圣赫勒拿，一次与军医同事的冲突导致巴里被捕，軍事法庭以“不符合军官和绅士品格的行为”的罪名进行军事审判。
1840年，巴里被派往西印度群岛的背风群岛和向风群岛，在那里专注于医疗，管理和改善部队的条件，并获得晋升为首席医疗官。1845年，巴里患上了黄热病，于10月请病假回到英格兰。病好后，巴里于1846年被派往马耳他。在这里，巴里因莫名其妙地在当地教会中为神职人员保留席位而受到严厉谴责，他不得不应对1850年爆发的霍乱疫情的威胁。
1851年，巴里被派往克基拉島，并于5月16日晋升为医院副总督察，相当于中校。巴里休假时临时访问了克里米亚 — 正式访问的请求被拒绝 — 在那里的Scutari医院和弗羅倫斯·南丁格爾发生了争执。最后，在1857年，巴里被派往加拿大，并于9月25日被授予当地医院监察长（相当于准將）。在那个位置上，巴里为囚犯和麻风病人以及士兵及其家人争取到更好的食物，卫生设施和适当的医疗服务。该地方军衔于1858年12月7日被确认为实质性军衔。

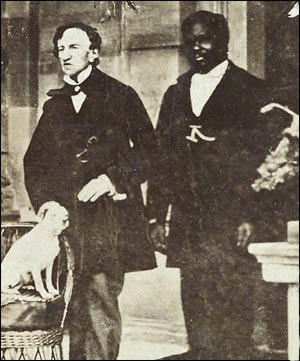
巴里（左），仆人约翰和巴里的狗，摄于1862年牙买加

巴里来到大英帝国服役的每个地方，都改善了卫生条件以及普通士兵和其他代表性不足的群体的条件和饮食。巴里对不必要的痛苦感到愤怒，并采取严厉的，有时甚至是不加思索的办法，要求改善穷人和弱势群体的条件，这往往会激起官员和军官的愤怒；有几次巴里因这种行为的极端而被逮捕和降职。巴里的营养學觀點非常嚴謹並與現代近似，採取徹底的素食主義並滴酒不沾，巴里非常注意與他人保持距離，但是卻非常喜欢宠物，尤其寵愛其貴賓犬Psyche。剧作家Jean Binnie的广播剧《巴里医生》（英国广播公司，1982年）确认John Joseph Danson是巴里在南非雇佣的黑人仆人，他一直陪伴巴里直到巴里去世。

## 去世
尽管抗议这一决定，但由于健康状况不佳和年老，巴里于1859年7月19日被军队强行退役，并由David Dumbreck接替担任医院检察长。退休后巴里回到伦敦，于1865年7月25日死于痢疾。发现巴里生理性别的真相的女人的身份是有争议的，可能是女仆。这个女仆在没有得到工作报酬的情况下，以另一种方式寻求补偿；她拜访了巴里的医生D.R.McKinnon少校，少校签发了巴里被确认为男性的死亡证明。这位女仆声称巴里的身体是生物学上的女性，并且有迹象表明巴里曾经有过一个孩子。当McKinnon拒绝付钱给她时，她把这个故事告诉媒体，情况就公开了。通用登记处的George Graham和McKinnon医生之间在一次信函交流中讨论了这一问题。

先生，
据我所知，1865年7月25日在玛格丽特街14号去世的监察长詹姆斯·巴里医生在去世后被发现是女性。
当你提供关于他死因的证明时，我冒昧地问你我所听到的是否属实，以及你是否自己确定他是一个女人而且显然是一位母亲？
也许你可以拒绝回答这些问题；但我要求他们不要出版我自己要的信息。
您忠实的仆人
George Graham

McKinnon的回应如下：

先生，
在伦敦和西印度群岛，我多年来一直非常熟悉这位医生，我从未怀疑巴里医生是一位女士。我在他最后一次生病的时候照顾过他（以前是因为支气管炎和腹泻）。巴里医生去世后，有一位女士等着和我说话。她希望获得一些先决条件[原文如此，但必须是她的工作的特权“津贴”]，巴里死后出租房屋的女士拒绝给她。除此之外，她还说巴里医生是一位女性，我是一位医生却不知道这一点，她也不想让我照顾她。我告诉她，巴里医生是男性还是女性，这不关我的事，而且我认为可能不是，也就是说巴里可能是一个发育不全的男人。然后她说，她已经检查了尸体，是一个完整的女性，而且还有痕迹表明他很小的时候生了一个孩子。然后我问她是如何得出这个结论的。那个女人指着她肚子下半部分，说‘就是从这里的痕迹看出的。我是一个结了婚的女人，是九个孩子的母亲，我应该知道。’
这个女人似乎认为她已经知道了一个很大的秘密，并希望得到报酬。我告诉她，巴里医生的所有亲戚都已经死了，这不是我的秘密，我自己的印象是巴里医生是一个雌雄同体。但是，巴里医生是男性，女性还是雌雄同体，我不知道，我也没有任何发现这个的目的，因为我可以正确地宣誓身体的身份，我作为医院总检察长已经认识他很多年了。
您忠诚的，
D.R. McKinnon

这件事公之于众后，许多人声称“自始至终都知道”。英国军队试图掩盖巴里的故事，在接下来的100年里封锁了巴里的所有记录。历史学家Isobel Rae在20世纪50年代获得了军队记录，并得出结论，画家詹姆斯·巴里确实是巴里的叔叔。巴里被葬在Kensal Green公墓中，名字叫詹姆斯·巴里，军衔齐全。有几位消息人士声称，一直照顾巴里的男仆返回牙买加，但他后来的经历未知。

## 性别和个人生活
在一封信中，巴里责怪哥哥John Bulkley放弃了军队的法律研究，19岁的巴里写道：“我不是一个女孩，我会成为一名士兵！”。
巴里对医学的兴趣可能是受到已故叔叔詹姆斯·巴里思想开明的朋友们的鼓励，1809年，巴里在前往爱丁堡报读医科学生之前，就假定自己是男性。巴里身材矮小，体形瘦小，声音细腻，五官娇嫩，皮肤光滑，让其他人怀疑巴里不是男人，而是前青少年期的男孩。这一男性身份是通过外科训练和招募进入英國陸軍来维持的，在军官级别上，英国军队不需要进行体检。
在巴里首次出国前往南非开普敦期间，巴里成为总督Charles Somerset勋爵及其家人的密友。有人认为Charles勋爵发现了巴里医生的秘密，这段关系不仅仅是友谊。1824年6月1日，他们的亲密关系导致了谣言，在开普敦的一个桥柱上短暂出现了一项指控，作者称“发现Charles勋爵在骚扰巴里医生”，这导致了法庭审判和调查，因为当时同性恋是严格违法的。尽管有这些指控，在Somerset知道巴里的性别的情况下，他并没有透露这一点。
尽管巴里努力表现出男性气概，但见过巴里的人评价巴里很女性化，巴里有一种有些矛盾的名声——以不得体、不耐烦、爱争论和固执己见而著称，但也被认为有良好的醫患關係和顶尖的专业技能。巴里的脾气和虚张声势导致了一场著名的与第21轻龙骑兵队的Josias Cloete上尉手枪决斗。巴里的枪法更好，子弹击中了Cloete的军帽，并打掉了它的尖顶。
在克里米亚战争（1854–1856）期间，巴里与弗羅倫斯·南丁格爾产生争执。
巴里永远不会允许任何人在其脱衣服时进入房间，并重复一项常规指示，“如果他去世，应采取严格的预防措施，以防止对他的尸体进行任何检查”以及“尸体应裹在[床单]中，无需进一步检查”，这表明巴里希望在生前与死后都隐藏自己的性别。一本LGBT杂志认为，这是巴里曾是一个跨性别的有力证据，因为“他的愿望是作为一个男人去死亡和被铭记。”

## 雌雄同体争议
Kubba & Young 2001，第355頁提到了McKinnon少校的声明，他不知道巴里是“男性、女性还是雌雄同体”，并认为巴里是“雌雄同体[或雙性人]”，而不是“女性”，“可能有不明确的生殖器”。这些假设是基于这样一个前提：“在英国军队中隐瞒一个人的性别40年，简直令人难以置信”。然而，du Preez & Dronfield 2016展示了巴里如何能够向除了少数人以外的所有人隐瞒这个秘密，并且让那些知道的人在巴里活着的时候不透露这个秘密。N. Turner对Kubba和Young的结论发表了评论，认为巴里是双性人的想法是基于“极其微弱的证据”。
Holmes 2003也提出了巴里是双性人的可能性，但也承认不可能知道真相，对这么多人来说这是个问题表示惊讶。巴里可能是双性人的说法因生理和社会原因而受到批评。在对Holmes传记的回顾中，Loudon 2002坚决反对巴里可能是双性人的暗示。
Funke 2017，在其他LGBT理论家中，已经表达了这样的观点，即双性人理论试图将“順性別男性”特征强加给巴里，以便破坏跨性别可能像巴里那样取得成就的结论。

## 大众文化
1982年BBC廣播四台制作第一部有关巴里的戏剧。Jean Binnie的45分钟戏剧“巴里医生”最近于2018年重播。
1994年，Anna Massey在BBC文獻紀錄片《The Experiment》的一集中饰演巴里。巴里被比作Hannah Cullwick，Hannah Cullwick是“Arhur Munby的实验对象，她相信从事奴役劳动的妇女可以获得灵魂的高贵。”
巴里的生活是Patricia Duncker的历史小说《詹姆斯·米兰达·巴里》（在美国时出版名为The Doctor）的主题。
2004年的塞巴斯蒂安·巴里的戏剧“Whistling Psyche”，设想了詹姆斯·巴里和弗羅倫斯·南丁格爾之间的会面。
2012年，英国民谣组合Gilmore和Roberts在他们的专辑The Innocent Left中收录了一首关于巴里的歌曲，名为Doctor James。
在2018年4月，说她正在开发巴里的传记片，并打算制作并出演它。
2019年2月，E.J. Levy关于巴里的小说被Little, Brown and Company收购。该公告引发了争议，因为Levy将巴里称为“她”和“女主角”，尽管Levy声称该小说也将巴里称为“他”和“我”。出版商表示，他们“将与E.J. Levy合作，在发表小说时谨慎面对提出的问题，包括使用合适的代词来描述巴里医生在其生命的不同时刻的化身。”

## 延伸阅读
- Beukes, Lauren. . Oshun Books. 2004. ISBN 978-1-77007-050-9.[]
- Copley, Hamish. . The Drummer's Revenge. 2007-12-02  [2017-12-03]. （原始内容存档于2021-02-11）.
- Hume, Robert. . Irish Examiner. 2014-08-01  [2017-12-03]. （原始内容存档于2020-05-31）.
- Phillips, Howard. . Deacon, Harriet; Phillips, Howard; Van Heyningen, E.  (编). . Rodopi. 2004: 105–. ISBN 978-90-420-1064-2.
- Robb, Colin Johnston: "The Woman Who Won Fame in the British Army as a Man" (article published in The Northern Whig and Belfast Post, Friday, 16 November 1846)
- Sweet, Helen. . Social History of Medicine. 2005, 18 (3): 504–506. ISSN 1477-4666. doi:10.1093/shm/hki059.